# Matías Wanchope
Matías Wanchope Quirós (Heredia, Costa Rica, 31 de agosto de 2007) es un futbolista costarricense que juega como extremo derecho en Los Angeles F. C. 2 de la MLS Next Pro de los Estados Unidos.

## Trayectoria

### Los Angeles F. C. 2
El 7 de abril de 2024, debutó con Los Angeles F. C. 2 contra el Tacoma Defiance, en la competición de la MLS Next Pro, con tan solo 16 años, ingresó de cambio al minuto 75 por la derrota 2-0.

## Selección nacional

### Categorías inferiores
El 10 de julio de 2024, se oficializó su convocatoria por el director técnico Cristian Vella para la selección de Costa Rica sub-20 para disputar el Campeonato Sub-20 de la Concacaf de 2024. El 19 de julio, se mantuvo en la suplencia contra Cuba por el empate 1-1. El 22 de julio, se enfrentó contra Jamaica, disputando los 45 minutos del primer tiempo y siendo sustituido al inicio de la parte complementaria, el encuentro finalizó en la victoria 0-3. El 26 de julio, se mantuvo en el banco de suplencia contra Estados Unidos, por la derrota 1-0, quedando en la segunda posición de la tabla de posiciones, logrando avanzar a la siguiente fase de cuartos de final. El 31 de julio, se enfrentó contra México ingresando al minuto 76, finalizado con la derrota 2-1, siendo eliminados de la competición, sin obtener la clasificación a la Copa Mundial 2025.

#### Participaciones internacionales
| Competición                              | Sede   | Resultado        | Partidos | Goles |
| ---------------------------------------- | ------ | ---------------- | -------- | ----- |
| Campeonato Sub-20 de la Concacaf de 2024 | México | Cuartos de final | 2        | 0     |

## Estadísticas

### Clubes
Actualizado al último partido jugado el 14 de septiembre de 2024.
| Club                               | Div.          | Temporada     | Liga  | Liga  | Liga   | Copas nacionales | Copas nacionales | Copas nacionales | Copas internacionales | Copas internacionales | Copas internacionales | Total | Total | Total  |
| Club                               | Div.          | Temporada     | Part. | Goles | Asist. | Part.            | Goles            | Asist.           | Part.                 | Goles                 | Asist.                | Part. | Goles | Asist. |
| ---------------------------------- | ------------- | ------------- | ----- | ----- | ------ | ---------------- | ---------------- | ---------------- | --------------------- | --------------------- | --------------------- | ----- | ----- | ------ |
| Los Angeles F. C. 2 Estados Unidos |               |               |       |       |        |                  |                  |                  |                       |                       |                       |       |       |        |
| 3.ª                                | 2024          | 11            | 1     | 0     | —      | —                | —                | —                | —                     | —                     | 11                    | 1     | 0     |        |
| Total club                         | Total club    | 11            | 1     | 0     | 0      | 0                | 0                | 0                | 0                     | 0                     | 11                    | 1     | 0     |        |
| Total carrera                      | Total carrera | Total carrera | 11    | 1     | 0      | 0                | 0                | 0                | 0                     | 0                     | 0                     | 11    | 1     | 0      |
| Fuente:Transfermarkt               |               |               |       |       |        |                  |                  |                  |                       |                       |                       |       |       |        |

## Vida privada
Matías es parte de la familia Wanchope, es hijo del futbolista Javier Wanchope.